# آلمالو (بستان‌آباد)
آلمالو یکی از روستاهای استان آذربایجان شرقی است که در دهستان سهندآباد بخش تیکمه‌داش شهرستان بستان‌آباد واقع شده‌است.این روستا ۳۰۵ نفر جمعیت دارد.